# Chacun sa nuit
Chacun sa nuit è un film del 2006 diretto da Pascal Arnold e Jean-Marc Barr.

## Trama
Pierre e Lucie sono due studenti fratello e sorella, entrambi membri di un gruppo rock creato con i loro amici d'infanzia Sébastien, Nicolas e Baptiste. La loro vita è fatta di musica e storie d'amore.  Pierre vorrebbe acquistare una moto e Lucie, ancora scioccata per la morte del padre avvenuta in un incidente di moto, ha paura che gli possa succedere qualcosa.
Una sera Pierre scompare gettando Lucie e la madre nella più completa inquietudine. Poco tempo dopo il corpo di Pierre è ritrovato dalla polizia: qualcuno lo ha picchiato a morte. Lucie, disperata, decide di indagiare per conto proprio e si fa aiutare dagli amici Sébastien, Nicolas e Baptiste.
Attraverso una serie di flashback, osserviamo quindi le vicende di una compagnia di giovani disinibiti, aperti verso un felice futuro fatto di relazioni omosessuali ed eterosessuali, anche multiple.

## Critica
Il montaggio, anche a causa di continui flashback, spesso con corpi nudi, è stato ritenuto da gran parte dei critici difficile da seguire.